# El Anunciador de Cortés
El Anunciador de Cortés fue un periódico semanal de San Pedro Sula, Honduras de noticias y política con una ideología independiente políticamente. 
Fue fundado en 1914 y se publicó desde 1914 hasta 1917 y luego volvió a publicarse en 1919. Finalmente dejó de publicarse en 1919. José María Nuila era el dueño, director y editor jefe del periódico.